# Corpo d’armata celere
Corpo d’armata celere (italienisch für schnelles Armeekorps) war ein Korps des Königlich-Italienischen Heeres im Zweiten Weltkrieg. Es bestand von 1938 bis 1942.

## Geschichte
Das Korps wurde am 10. November 1938 in Padua aufgestellt. Es trat die Nachfolge des im Ersten Weltkrieg operierenden Kavalleriekorps an. Zum Zeitpunkt des italienischen Kriegseintrittes im Juni 1940 stand der Verband als Teil der mobilen Heeresreserve in Norditalien und nahm nicht an der Schlacht in den Westalpen teil. Am 15. November 1940 wurde das Korps zur Aufstellung des Sonderkorps in Albanien im Zuge der griechischen Gegenoffensive im italienischen Griechenlandfeldzug herangezogen und anschließend neu aufgestellt.
Im April 1941 wurde das Korps im Zuge des Aufmarsches zum Balkanfeldzug in den Raum Fiume nach Istrien verlegt. Am 6. April überschritt es als Teil der italienischen 2. Armee die Grenze zum Königreich Jugoslawien und marschierte in Zentral- und Nordkroatien ein. Am 10. April stand das Korps im Raum Karlovac, Duga Resa und Ogulin. Als Besatzungstruppe verweilte es bis Juli im westlichen Kroatien. Das Hauptquartier lag in Karlovac. Anschließend wurde das schnelle Korps nach Istrien zurückverlegt. Bis Oktober 1941 nahmen die ihr unterstellten Verbände an der Partisanenbekämpfung in Kroatien, Dalmatien und Slowenien teil. Ab Oktober 1941 befand sich der Stab wieder in Padua. Bis zur Umbenennung in XXII. Armeekorps am 10. Mai 1942 nahm es an keinen weiteren Kampfhandlungen teil.

## Befehlshaber
- Generale Corpo d’Armata Claudio Trezzani
- Generale di Divisione Angelo Pivano (ad interim)
- Generale di Divisione Giovanni Messe (1940)
- Generale di Divisione Federico Ferrari Orsi (1940–1942)

## Unterstellung und Gliederung
Das schnelle Korps war im Zweiten Weltkrieg folgenden Armeegruppen und Armeen unterstellt:
- Juni 1940
  - 6. Armee, Armeegruppe Ost
- Juli 1940
  - direkt der Armeegruppe Ost unterstellt
- Januar/Februar 1941
  - 6. Armee
- März–September 1941
  - 2. Armee
- Oktober 1941 – Mai 1942
  - direkt dem Generalstab des italienischen Heeres unterstellt

### Gliederung
- 1938
  - 1. schnelle Division „Eugenio di Savoia“, 2. schnelle Division „Emanuele Filiberto Testa di Ferro“, 3. schnelle Division „Principe Amedeo Duca d’Aosta“
- 23. Juni 1941
  - 1. schnelle Division „Eugenio di Savoia“, 2. schnelle Division „Emanuele Filiberto Testa di Ferro“
- 1. Oktober 1941
  - 10. Infanterie-Division „Piave“, 131. Panzerdivision „Centauro“, 133. Panzerdivision „Littorio“
- 1. Dezember 1941
  - 10. Infanterie-Division „Piave“, 131. Panzerdivision „Centauro“, 133. Panzerdivision „Littorio“, 2. schnelle Division
- 20. Januar 1942 – 15. April 1942
  - 10. Infanterie-Division „Piave“, 131. Panzerdivision „Centauro“, 2. schnelle Division

Quelle